# 鐵頭英雄
《鐵頭英雄》（中国大陆又译作）是一款Rouguelike類型的动作游戏，由Gameplar開發并由ZPLAY所发行，於2018年3月7日全球同步Android、iOS平臺上線。

## 遊戲背景
遊戲內故事情節充滿了古代騎士風格。每當公主遇到麻煩時，總會出現一個英雄，拿起炸彈、斧子、還有大寶劍，義無反顧的用鐵頭的將路上的敵人撞開，以解救在敵人手中的公主。

## 玩法
《鐵頭英雄》是一款單手指操作遊戲，遊戲開始後點擊畫面即可讓鐵頭英雄向前跳躍，以進行衝鋒、躲閃與攻擊，可以用撞擊的方式將敵人撞開。在闖關途中若玩家獲得免費百寶箱的話可以裝備長劍、炸藥、飛刀和斧子等武器來殺出血路方便通關，而這些武器還可以被持續升級。
遊戲中玩家可築起高塔、探索地下世界和其他世界。藉此可以找到找到稀有和史詩寶箱以發現獨特的盔甲，像是騎士、十字軍、紅龍盔甲和獨角獸，浣熊和小雞盔甲。

### 付費內容
遊戲內大部分內容和造型可以透過付費獲得皇冠來解鎖。騎士會員在3天免費試用期後，需支付每週7.99美元的訂閱費，可以解鎖獨特追隨者和每天200個皇冠，並消除所有可能出現的廣告。

### 社交分享
遊戲具有與社交分享功能，玩家可通過 Facebook、Twitter 等社交平臺分享遊戲時照片。同時也可通過排行榜查看最佳成績，跟朋友比拼最高分。